# Temuco
Temuco (aus dem Mapudungun: temu „Myrtenart Blepharocalyx cruckshanksii“ + ko „Gewässer“) ist eine Stadt in Südchile. Sie ist ein Zentrum der Mapuche (Araukaner), aber auch der Deutsch-Chilenen. Die schachbrettartig angelegte Stadt hat 236.377 Einwohner (Stand: 2017) und ist Hauptstadt der Región de la Araucanía im Kleinen Süden. Der Temu ist eine Heilpflanze der Myrtengewächse.

## Geografie

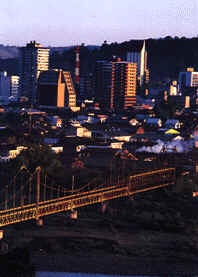
Temuco, Chile

Temuco liegt etwa 670 km südlich von Santiago de Chile und 107 m über dem Meeresspiegel. Der Pazifik ist etwa 80 km weiter westlich.
Das Klima ist mit dem Deutschlands vergleichbar. Besonders im dortigen Winter regnet es sehr viel, Schneefälle sind eher selten.
Östlich und südlich der Stadt fließt der Fluss Río Cautín, der dann zum Meer hin Río Imperial heißt. Östlich der Stadt liegen mehrere aktive große Vulkane, wie zum Beispiel Villarrica mit 2840 m Höhe und der Volcán Llaima mit 3125 m Höhe. Der Vulkan Llaima brach zuletzt im Januar 2008 aus.
|                       | Jan  | Feb  | Mär  | Apr  | Mai  | Jun  | Jul  | Aug  | Sep  | Okt  | Nov  | Dez  |   |      |
| Mittl. Tagesmax. (°C) | 24,9 | 24,9 | 22,2 | 18,3 | 14,3 | 11,4 | 12,3 | 12,7 | 15,2 | 18,4 | 20,5 | 22,5 | ⌀ | 18,1 |
| Mittl. Tagesmin. (°C) | 10,1 | 9,4  | 9,0  | 6,9  | 5,8  | 3,5  | 3,9  | 3,8  | 4,7  | 6,5  | 7,7  | 9,2  | ⌀ | 6,7  |
|                       |      |      |      |      |      |      |      |      |      |      |      |      |   |      |
| Niederschlag (mm)     | 42   | 41   | 46   | 80   | 176  | 177  | 169  | 135  | 94   | 86   | 59   | 53   | Σ | 1158 |
|                       |      |      |      |      |      |      |      |      |      |      |      |      |   |      |
| Sonnenstunden (h/d)   | 10,0 | 9,5  | 7,0  | 4,7  | 3,1  | 2,4  | 3,1  | 4,1  | 5,5  | 6,8  | 7,9  | 8,7  | ⌀ | 6,1  |
|                       |      |      |      |      |      |      |      |      |      |      |      |      |   |      |
| Luftfeuchtigkeit (%)  | 74   | 77   | 80   | 84   | 88   | 89   | 88   | 86   | 83   | 81   | 78   | 75   | ⌀ | 81,9 |

| 10,1 |

| 9,4 |

| 9,0 |

| 6,9 |

| 5,8 |

| 3,5 |

| 3,9 |

| 3,8 |

| 4,7 |

| 6,5 |

| 7,7 |

| 9,2 |

| 10,1 |

| 9,4 |

| 9,0 |

| 6,9 |

| 5,8 |

| 3,5 |

| 3,9 |

| 3,8 |

| 4,7 |

| 6,5 |

| 7,7 |

| 9,2 |

## Geschichte

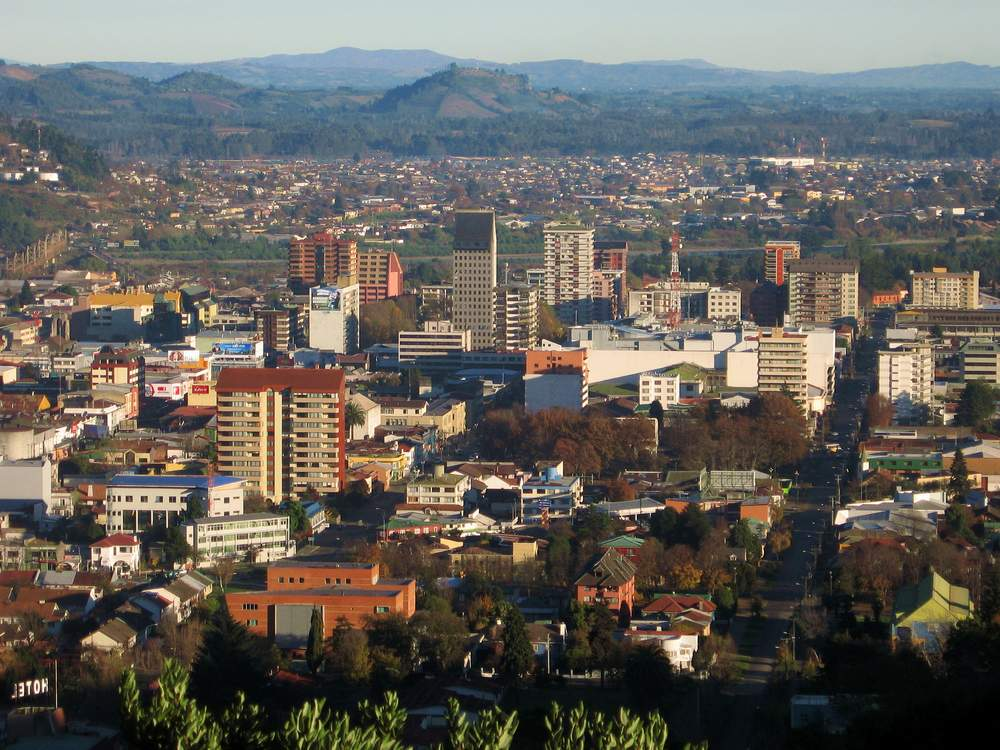
Temuco

1552 erreichte Pedro de Valdivia die Gegend um Temuco, doch die Gründung von Siedlungen im Gebiet der Mapuche erwies sich als fatal. Durch die kriegerischen Auseinandersetzungen kamen viele Siedler und Soldaten um; Pedro de Valdivia starb 1553 in der Schlacht von Tucapel. Als 1597 Pelantaro zum neuen Toqui der Mapuche gewählt wurde, wurden sämtliche Siedlungen südlich des Flusses Biobio zerstört. Ab 1602 zogen sich die Spanier aus dem Gebiet zurück.
Nach der chilenischen Unabhängigkeit wurde am 24. Februar 1881 offiziell die Festung Temuco gegründet, um gerade erobertes Mapuchegebiet besser kontrollieren zu können.
Eine historische Eisenbahnbrücke mit 11 Bögen von 35 m überquert den Fluss Río Cautín Richtung Süden. Sie wurde vom belgischen Ingenieur Gustave Verniory (ein Schüler von Gustave Eiffel) baulich betreut. Die Brücke war ab 1896 für Bauarbeiten befahrbar, wurde im Mai 1898 fertiggestellt und von Präsident Federico Errázuriz Echaurren am 13. November 1898 eingeweiht und dem Verkehr übergeben.
Am 22. Mai 1960 wurde Chile vom bisher schwersten bekannten Erdbeben der Welt mit Stärke 9,5 getroffen. In der Stadt Temuco wurde noch die Stärke 8,0 erreicht.

## Sehenswürdigkeiten

### In der Stadt Temuco
Der Markt mit großer Markthalle im Zentrum der Stadt ist für Kunsthandwerk bekannt.
Die Kultur der Mapuche wird im Mapuchemuseum (Araukanermuseum) vermittelt.
Die Stadt hat einen kleinen Zoologischen Garten mit rund 6 Hektar Fläche und ca. 80 Tierarten.
Auch Spuren deutschsprachiger Einwohner sind z. B. an Firmenbezeichnungen noch gut zu erkennen. Es gibt sogar eine deutsche Schule, welche im Jahr 1887 gegründet wurde.
Eisenbahnmuseum: Im Jahre 2004 wurde in Temuco auf dem Gelände der ehemaligen Lokomotivwerkstätte (mit Drehscheibe) das Nationale Eisenbahnmuseum eingerichtet, wo alte Dampflokomotiven, Waggons sowie die Zugkompositionen der 1960er Jahre besichtigt werden können. Die Lokomotiven und Zugkompositionen, die in Chile ihren Dienst versahen, stammen vor allem aus den USA, Italien und Deutschland.

### In der Umgebung von Temuco
Im Gebiet um Temuco gibt es Vulkane, ausgedehnte Seenlandschaften weiter im Süden und Nationalparks. Temuco dient als gut geeigneter Ausgangspunkt.
Ins Gebiet zwischen Temuco und der Pazifikküste wurden um 1900 die Mapuche von den spanischen Kolonialisten planmäßig zwangsumgesiedelt. Hier – zwischen Temuco und den Ortschaften wie Nueva Imperial oder Cholchol oder am Lago Budi („Budi-See“) am Pazifik – kann man noch die alte Hausform (Ruka) finden. In den größeren Orten funktionieren auch interkulturelle Spitäler (zweisprachige Spitäler mit Naturheilkunde, Naturheilern und Geistheilern der Mapuche).
In der Nähe der Stadt liegt der Nationalpark Conguillío. Das nationale Naturmonument Cerro Ñielol mit rund 89 Hektar Wald lädt zu Picknicks und Wanderungen ein. Es wurde 1881 von den Mapuche am Ort La Patagua an die Siedler übergeben, um Temuco zu gründen.

## Wirtschaft
Moderne Geschäfte befinden sich in der Stadt, aber auch Landwirtschaft im Gebiet um die Stadt.
Die Stadt liegt an der Panamericana. Der Flughafen La Araucanía liegt rund 20 km südlich der Stadt an der Ruta 5 (Panamericana).
Seit Februar 2014 besteht mit einer täglichen Verbindung wieder Personen-Zugverkehr von Victoria, CL nach Temuco.

## Söhne und Töchter der Stadt
- Rudecindo Ortega Masson (1889–1962), Politiker und Präsident der Generalversammlung der Vereinten Nationen im Jahre 1956
- Dagoberto Godoy (1893–1960), Pilot, der als Erster die Anden überflog
- Raúl Rettig (1909–2000), Politiker
- Eduardo Schneeberger (1911–1992), Fußballspieler
- Gustavo Becerra-Schmidt (1925–2010), Komponist und Musikpädagoge
- Orlando Letelier (1932–1976), Diplomat und Politiker
- Pedro Messone (1939–2023), Sänger und Schauspieler
- René Saffirio (* 1955), Politiker, von 1992 bis 2004 Bürgermeister von Temuco
- Herbert Mertin (1958–2025), rheinland-pfälzischer Justizminister
- Raúl Ormeño (* 1958), Fußballspieler und -trainer
- Carlos Soto (* 1959), Fußballspieler
- Juan Covarrubias (* 1961), Fußballspieler
- Ena von Baer (* 1974), Politikerin
- Daniel Barría Zuñiga (* 1974), Schachspieler
- Marcelo Salas (* 1974), Fußballspieler
- Jan Bluthardt (* 1978), deutscher Schauspieler
- Leonardo Monje (* 1981), Fußballspieler
- Carolina Ullrich (* 1982), Sopranistin
- Manuel Iturra (* 1984), Fußballspieler
- Christian Sepúlveda (* 1987), Fußballspieler
- Adrián Faúndez (* 1989), Fußballspieler
- Nicolás Altamirano (* 1990), Fußballspieler
- Miguel Sanhueza (* 1991), Fußballspieler
- Carlos Alberto Morstadt Picasso (* 1990), Springreiter
- Yanara Aedo (* 1993), Fußballspielerin
- Matías Gutiérrez (* 1994), Fußballspieler
- Gabriel Kehr (* 1996), Hammerwerfer
- Humberto Mansilla (* 1996), Hammerwerfer
- Eryin Sanhueza (* 1996), Fußballspieler